# Rue du Landy (Seine-Saint-Denis)
Pour les articles homonymes, voir Rue du Landy.
La rue du Landy est une voie publique de La Plaine Saint-Denis, traversant les communes d'Aubervilliers, Saint-Denis et Saint-Ouen-sur-Seine, dans le département de la Seine-Saint-Denis, en France. Elle a aussi été appelée chemin du Landy, route du Landy, rue du Landit.

## Situation et accès

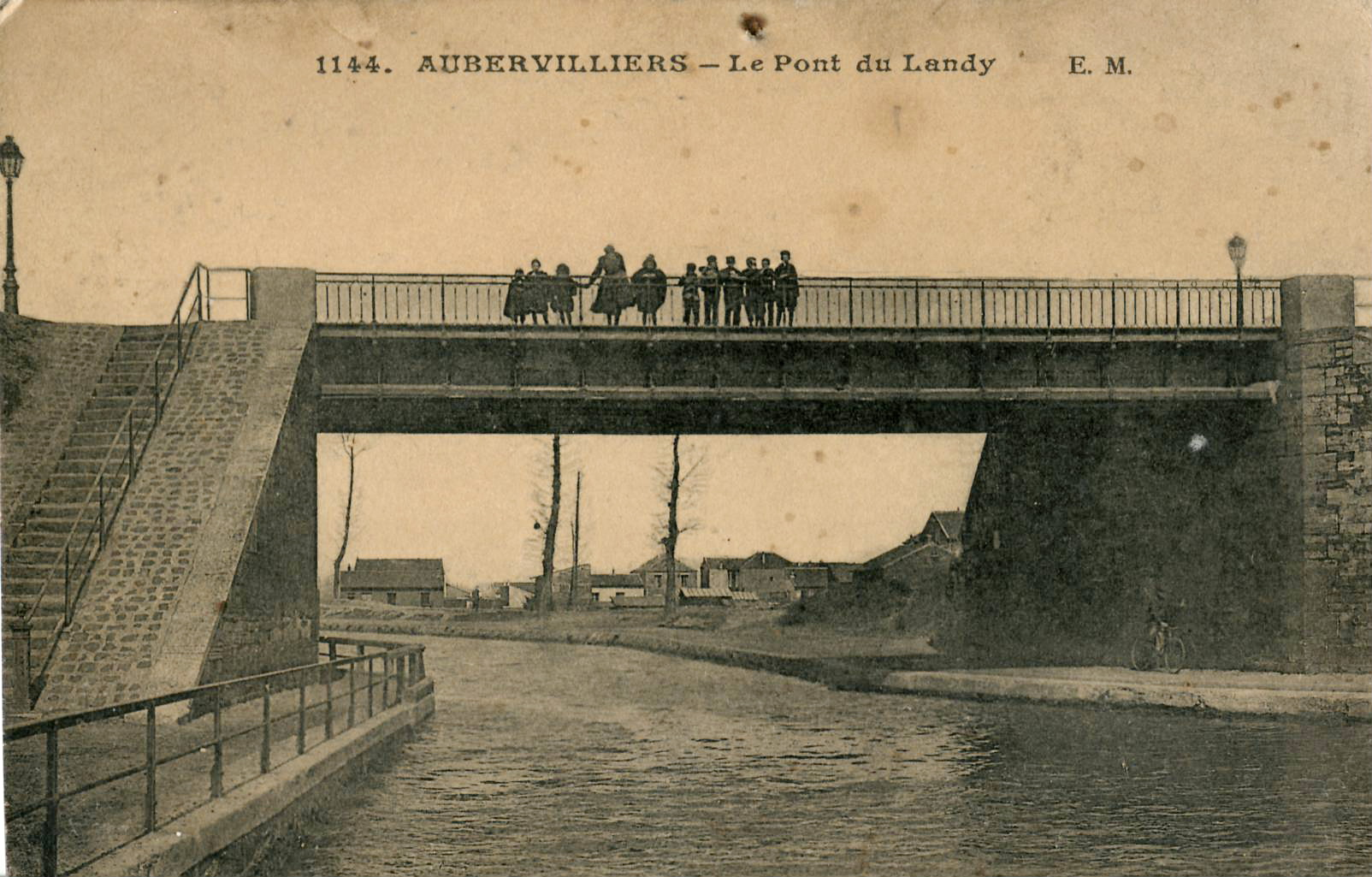
Pont du Landy à Aubervilliers en 1910

La rue du Landy est une voie publique de la proche banlieue parisienne nord, traversant respectivement, sur environ quatre kilomètres, les villes d'Aubervilliers, de Saint-Denis et Saint-Ouen-sur-Seine, dans le département de la Seine-Saint-Denis. Orientée d'est en ouest et parallèle au boulevard des Maréchaux, elle traverse les grands axes routiers qui partent de Paris en direction du nord, comme l'autoroute A1 ou la route nationale 1. On peut considérer qu'elle commence à l'hôtel de ville d'Aubervilliers, même si administrativement, sur quelques centaines de mètres, elle prend le nom de rue du Moutier, qui en respecte l'ancien tracé. Elle démarre sous le nom de rue du Landy à hauteur du numéro 52 de la rue Heurtault à Aubervilliers.
Après avoir rencontré la fin du boulevard Félix-Faure, elle passe le canal Saint-Denis par le pont du Landy, rencontre la rue des Fillettes, l'avenue du Président-Wilson sous le pont de Soissons, puis traverse Saint-Denis, croisant l'avenue des Fruitiers dont le tracé apparaît sur le plan d'Inselin et Loriot en 1707.
Entre le carrefour rue Pleyel/rue du Chemin-de-Fer à l'est, et le carrefour avec le boulevard Anatole-France à l'ouest, elle sert de frontière entre Saint-Ouen-sur-Seine et Saint-Denis : le trottoir sud se trouve sur la commune de Saint-Ouen-sur-Seine, le trottoir nord sur Saint-Denis. Sur cette portion, les deux côtés comportent des numéros pairs.
Elle rencontre le boulevard Ornano (D14) qui est prolongée par l'avenue Michelet. Au-delà du boulevard Anatole-France (D410), elle traverse Saint-Ouen-sur-Seine pour se terminer quai de Seine au niveau de la place d'Armes  et de l'église Saint-Ouen-le-Vieux, dans l'axe du pont de Saint-Ouen.
Elle se prolonge vers la rue du Landy, parallèle à la Seine, à Clichy, puis vers l'ancien hameau de Courcelles[source insuffisante].

## Origine du nom
Le nom de cette voie rappelle un ancien lieu-dit du nom Endit puis par agglutination de l’article Lendit qui fut donné au Champ ou à la plaine situé entre le pas de La Chapelle et Saint-Denis.

## Historique

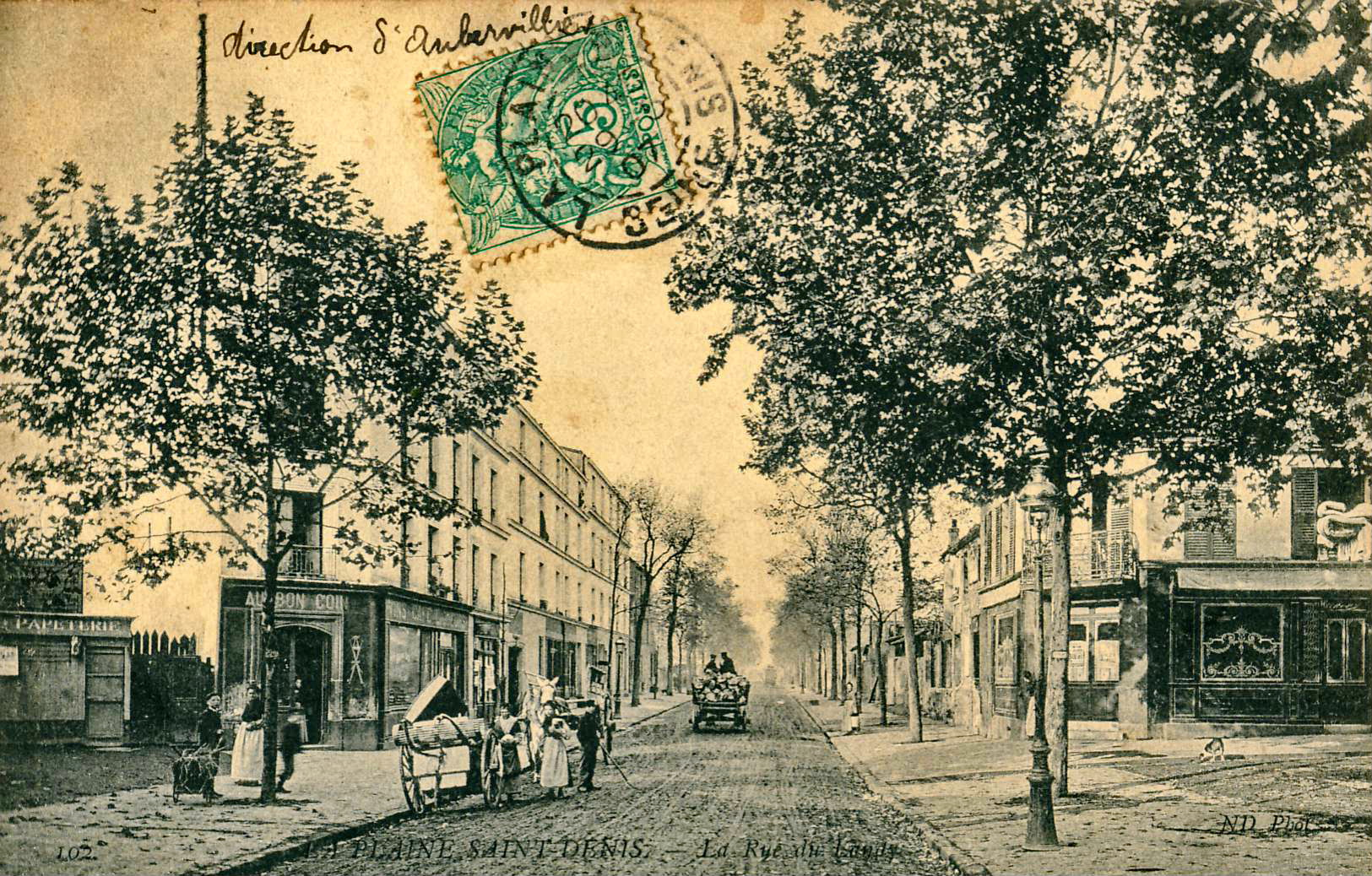
La rue du Landy à Saint-Denis, dans les toutes premières années du XX

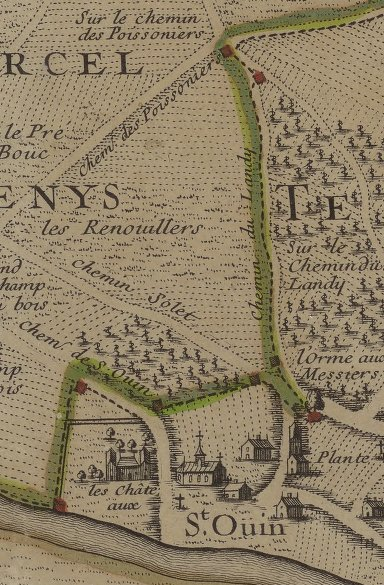
Plan du terroir de St-Denis en France et des paroisses de La Chapelle d'Aubervilliers, de la Cour Neuve, de Stains, de Pierrefitte, de Villetaneuse, d'Epinay et St-Ouen, Inselin

La voie désignée aujourd'hui par la rue du Landy existerait depuis l'Antiquité.
Sa situation particulière en fait depuis le Moyen Âge, un axe transversal Est-Ouest qui commence à l'église Notre-Dame-des-Vertus, traverse l'Estrée, le chemin des Poissonniers, la route de la Révolte et termine dans le Vieux Saint-Ouen, à proximité du bord de la Seine.
Au Moyen Âge, s'y tenait la foire du Lendit.
Elle fait ensuite partie du chemin de grande communication no 20 (Aujourd'hui la départementale 20), de Gennevilliers à Vincennes, portant les noms de rue du Landy, rue du Moutier, rue de Pantin et avenue de la République.
Elle sera aussi la route vicinale no 5 de Saint-Ouen à Aubervilliers.
Puis au XIXe et au début XXe siècle, elle sera au cœur de l'histoire industrielle de Paris. Elle souffrira par la suite de son repli. Depuis peu, des architectes s’intéressent à sa renaissance.
Le 30 janvier 1918, durant la première Guerre mondiale, une bombe lancée d'un avion allemand explose rue du Landy sur l'usine Dyle et Bacalan.
Elle est prolongée dans la seconde moitié du XXe siècle à l'ouest de la rue Saint-Denis jusqu'au pont de Saint-Ouen-les-Docks, ouvert dans les années 1850.

## Bâtiments remarquables et lieux de mémoire
D'est en ouest:

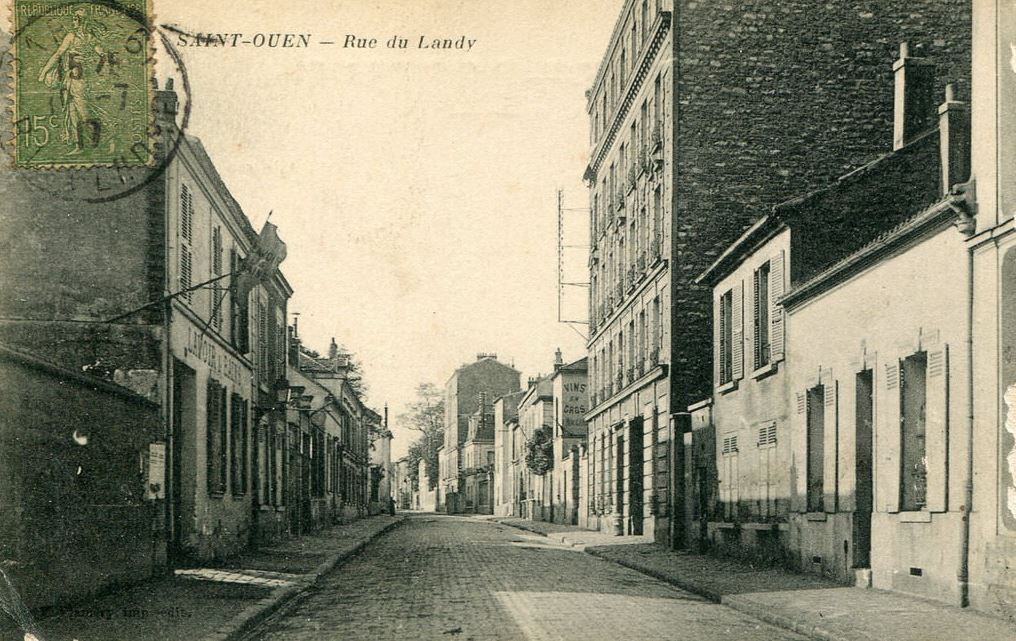
Saint-Ouen, rue du Landy vers 1900

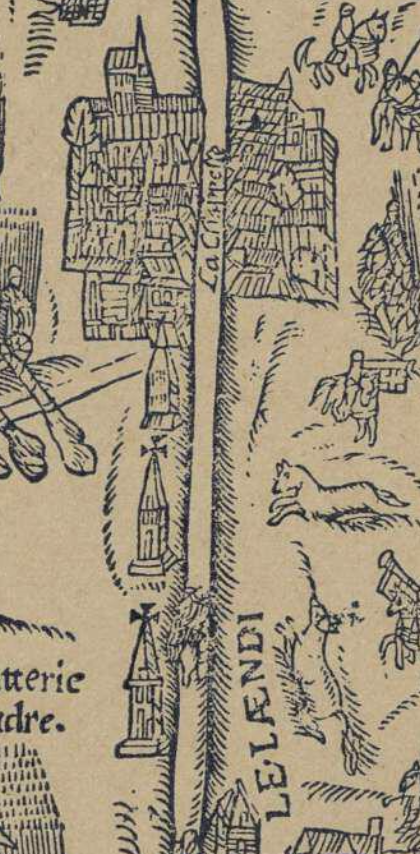
Bataille de 1567 sur la Plaine-Saint-Denis Jean Le Maistre, 1570, orienté Sud-Nord. La mention Le Laendi est parfaitement visible, ainsi que le village de La Chapelle.

- À Aubervilliers, elle traverse le Canal Saint-Denis par le pont du Landy.
- À Saint-Denis, au no 62, se trouve la cité-jardin « La Ruche », œuvre de Georges Guyon, qui est la première réalisation d’HBM (1891 à 1893) encadrée par la loi Siegfried créant le financement public du logement social[11].
- À Saint-Denis, au no 66, ont été découverts en 2004 une dizaine d'outils de mouture et de broyage de la culture Villeneuve-Saint-Germain, datant du Néolithique ancien, soit environ 6 000 ans[12].
- Lors du bombardement du 21 avril 1944, les immeubles des no 53, 80 et 82 sont entièrement détruits[13].
- Au no 58, la trace de Fourches patibulaires[14], figurant sur la carte de Jean Delagrive (1740) le long de la route de Saint-Ouen-sur-Seine à Aubervilliers ou route du Landy, à la limite de Saint-Denis et d'Aubervilliers.
- Vers le no 23, au croisement avec la rue de la Procession à Saint-Denis, est édifiée en 2012 la maison d’église Saint-Paul-de-la-Plaine[15].
- La rue du Landy passe sous le pont de Soissons au niveau des voies ferrées de la gare de Paris-Nord. Lors de la construction de ce pont en 1879, le chemin dut être dévié. En souterrain, passe à cet endroit le tunnel du Landy.
- C'est au premier étage du café-hôtel au no 10 rue du Landy que, le 18 octobre 1959 en pleine guerre d'Algérie, Boughéra El Ouafi, champion olympique du marathon aux jeux olympiques d'été de 1928 à Amsterdam, est abattu. Une autre personne trouve la mort.
- À Saint-Ouen-sur-Seine, au no 41, l'église protestante évangélique Béthesda.